# Barbaro
A Barbaro zenekart 1986. december 31-én alapította Herpai Sándor (ex V’Moto-Rock) és Tzortzoglou Jorgosz (ex-Gépfolklór, jelenleg Balkan Fanatik). A megfelelő társak (Cziránku Sándor (gitár, ex Sakk-matt, P. Mobil, Beatrice, Gépfolklór), II. Lengyelfi Miklós, basszusgitár, valamint Ökrös Csaba, hegedű) megtalálása után 1987 februárjában a Lágymányosi Közösségi Házban már próbált is az új etno-zenekar. Ez a felállás csak rövid ideig működött, az 1990-ben felvett debütáló lemezen már Zsoldos Tamás (basszusgitár, ex Topó Neurock Társulat) és Parov Nikola (fúvós és billentyűs hangszerek) működtek közre.
1991-től Parov Nikola nélkül zenéltek. 1999 és 2004 között a zenekar nem működött. 2004-től ismét Zsoldos Tamás basszusgitározott, de az alapító-énekes, Jorgosz nélkül, új gitáros-énekessel, Both Miklóssal.

## A zenekar története
A zenekar összesen három albumot adott ki. Egyiknek sincs címe, csak az I, II, és III. számmal jelölik. Az első album 1990-ben készült a Hungaroton kiadásában. Ebben az időszakban sok koncertet adtak, turnéztak Görögországban, Ausztriában és Olaszországban.
1992-ben kezdték meg a második lemez anyagának felvételét, amelyen már saját számokat játszottak. A zene érezhetően keményebb, helyenként rockosabb és progresszívebb lett. Ez az album 1994-ben jelent meg magánkiadásban. Bár a III. lemez felvételei is megkezdődtek, annak befejezéséig nem jutottak el. 1999-ben az együttes Jorgosz kiválásával feloszlott.
Hosszú szünet után, 2004. november 13-án tértek vissza az új énekes-gitárossal, Both Miklóssal. 2007. október 24-én jelent meg a III. album. (Both Miklós emellett az általa alapított Napra világzenei együttesben is közreműködik.) A zenekar 2009-ben lényegében befejezte a működését, egyáltalán nem koncertezett. 2011-ben összesen két koncertet adtak az év elején. Nem jelentették be feloszlásukat, de gyakorlatilag nem működött a zenekar.
Herpai Sándor dobos 2014. február 14-én elhunyt.
2019-ben megjelent második bakelit nagylemezük Ilju haramia címen, melynek számai két 1992-es koncert felvételeiből lettek válogatva.

## Diszkográfia
- 1990 Barbaro I.
- 1992 Barbaro II.
- 2007 Barbaro III.